# オイゲン・フォン・ヴュルテンベルク (1820-1875)
オイゲン・フォン・ヴュルテンベルク（Eugen Herzog von Württemberg, 1820年12月25日 - 1875年1月8日）は、ドイツ・ヴュルテンベルク王国の王族、軍人。ヴュルテンベルク公（Herzog von Württemberg）。

## 経歴
ヴュルテンベルク公オイゲンと、その最初の妻でヴァルデック＝ピルモント侯ゲオルク1世の娘マティルデ（1801年 - 1825年）の間の第2子、長男として、オーバーシュレージエン地方のカールスルーエ（現在のポーランド領オポーレ県ナムィスウフ郡）で生まれた。全名はオイゲン・ヴィルヘルム・アレクサンダー・エルトマン（Eugen Wilhelm Alexander Erdmann）。
1843年7月15日にビュッケブルクにおいて、シャウムブルク＝リッペ侯ゲオルク・ヴィルヘルムの娘マティルデ（1819年 - 1891年）と結婚した。
父と同様にロシア帝国軍に仕官し、後にプロイセン軍に移った。デンマーク戦争ではヴェストファーレン駐屯第8驃騎兵連隊（Husaren-Regiment „Kaiser Nikolaus II. von Russland“ (1. Westfälisches) Nr. 8）の連隊長として従軍し、普仏戦争では王太子フリードリヒの司令部に所属した。

## 子女
妻マティルデとの間に1男2女の3人の子女をもうけた。
- ヴィルヘルミーネ・オイゲーニエ・アウグステ・イーダ・ヘレーネ（1844年 - 1892年） - 1868年、ヴュルテンベルク公ニコラウスと結婚
- ヴィルヘルム・オイゲン・アウグスト・ゲオルク（1846年 - 1877年） - 1874年、ロシア大公女ヴェラ・コンスタンチノヴナと結婚
- パウリーネ・マティルデ・イーダ（1854年 - 1914年） - 1880年、Melchor Willimと結婚